# 人工筋肉
人工筋肉（じんこうきんにく、英: Artificial Muscle(英語版)））は、アクチュエータの一種であり、生体の筋肉組織を工学的に模倣することを目指して開発されている。

## 概要
これらはバイオテクノロジーによる実際の動物的な筋肉の構造を模したものだけではなく、電気的・磁気的ないし化学エネルギーを消費して状態変化して動力を発生させるアクチュエータも含まれる。
人工筋肉には、圧電式、形状記憶合金、静電式、圧空式など様々なタイプが存在するが、最近では合成樹脂など高分子を用いたものが注目を集めている。利用される素材が柔らかいことや、動作が柔軟で外部からの力にも対応することなどから、ソフトアクチュエータともいわれている。
機械装置では入力されたエネルギーに対して所定の運動量を出力する傾向があるが、これは何らかの制限が物理的に存在した場合に、その障壁ないし機械装置自身を破損することにも繋がる。人工筋肉では入力されたエネルギーに対して一定の幅で運動を行うものの、同時に外部より力が入力されたり所定の運動量が発揮できない場合には、この動力装置自身が歪みの形で余剰な運動量を吸収、装置の破壊や対象の損傷を防ぐ機能を持つと考えられる。
こういった「柔らかい」動力源は、機械的なトルクが機構内外の摩擦により余剰に消費されていたエネルギーを、弾性の形で動力内に仮置くことが出来るため、より効率の良い装置の開発に役立つと考えられるほか、また機械要素や構造が動力を生むのではなく、素材自体が動力源であるため、装置の小型化にも役立つといえよう。
ただし2010年現在において、人工筋肉として使われる素材でも圧電素子や高分子材料などには開発・研究段階のものが多く、安価に量産できない・されていないことや、入力されたエネルギーから運動量への変換効率が低いことや、耐圧・耐久性の問題等もあり、一般に使用できる製品として販売される製品への応用例は限られ、普及には時間を要すると見られる。なおアクチュエーターとしての機能は市販の小型モーターやリニアモーター（ボイスコイルモーターを含む）などの原理を応用すれば可能であり、こちらの方がモジュールとして提供されている既存製品を利用でき安価にそろえることができるため、これらを使う製品が主流である。既存の人型ロボットのほとんども、研究室レベルを除き人工筋肉を使用したものは無い。

## 高分子を使った人工筋肉
- 電場応答性高分子（英語版） (Electroactive Polymers:EAP)
- イオン導電性高分子ゲル (ICPF:Ionic Conducting Polymer Film)
1991年に小黒啓介（旧通産省工業技術院大阪工業技術研究所、現産総研）らにより発明される。
パー・フルオロ・スルホン酸 (PFS) 膜の両側に貴金属（金、白金）を無電解メッキしたもので両側の電極に電圧を印加すると高速に屈曲する。
特徴
  - 電気分解が起きにくい
  - 長寿命（10万回の屈曲を確認）
  - 応答時間0.1[s]以下，100[Hz]程度の正弦電圧で駆動
  - 小型化が容易（mmオーダー）

- 誘電エラストマー (dielectric　elastomer)
誘電エラストマーに強い電場を加えると電場の方向に収縮し、電場と垂直な方向には膨張する（マクスウェル応力）。
2枚の電極板の間にゴム状の誘電体を挟み電圧をかけると、帯電し電極間に引力が生じ、誘電体が押しつぶされて面方向に膨張する。

## 空気圧を使った人工筋肉
- 空気圧人工筋肉 (Pneumatic artificial muscles:PAMs)
- McKibben（マッキベン）型人工筋肉
1961年、Joseph McKibbenによって開発された。
ゴムチューブの周りをナイロン繊維で覆った形状で、圧縮空気を内部に加えることで収縮する。
- Origami Robot - MITコンピュータ科学・人工知能研究所（CSAIL）が開発した。折り紙の構造と真空パックを組み合わせた人工筋肉。真空パック内の空気を抜くことで、内部の折り紙も連動変形し骨格となる[1]。

## 電気・磁気を使った人工筋肉
- 電気粘性流体 (electrorheological fluid) を使用したもの
- 磁性粘性流体 (magnetorheological fluid) を使用したもの
- 静電引力を利用したもの

東京大学　樋口・山本研究室が研究開発中の「高出力静電モーター」などのように静電力を利用したアクチュエータも人工筋肉として応用可能であると考えられる。
Videos of Electroactive Polymers in Action
- CNT筋繊維

カーボンナノチューブを加工したものに5kV程度の電圧を加えることで収縮する仕組みの人工筋肉がテキサス大学ダラス校ナノテクノロジー研究所で開発された。この人工筋肉は空気よりわずかに重い程度の密度しかなく、収縮速度が速く、生体筋肉と比べて面積あたり出力が30倍であるという（なお、生体筋肉の30倍というのは他の人工筋肉に比べて特別強いわけではない）。

## フィクションにおける人工筋肉
- 漫画【スプリガン (漫画)】精神感応金属「オリハルコン」による人工筋肉が登場する。
- アニメ【装甲騎兵ボトムズ】人型機動兵器を駆動する人工筋肉「マッスルシリンダー」が登場する。
- アニメ【ガサラキ】人型機動兵器を駆動する人工筋肉「マイル１」が登場する。
- ゲーム【スーパーロボット大戦シリーズ】人型機動兵器を駆動する人工筋肉「AMシーブズ」が登場する。